# José Luiz da Rocha
José Luiz da Rocha,  (Oliveira de Azeméis, 2 de dezembro de 1945 — Paris, 11 de setembro de 2016) foi um pintor e ilustrador português radicado em França, também conhecido por Darocha, nome pelo qual assinava as suas obras.

## Biografia
José Luiz da Rocha nasceu no dia 2 de dezembro de 1945, em Oliveira de Azeméis. Estudou Pintura, tendo frequentado a Escola Superior de Belas-Artes de Lisboa, a Escola Superior de Belas-Artes do Porto e o Círculo de Artes Plásticas de Coimbra.
Em 1967, mudou-se para o bairro de Notting Hill em Londres e, posteriormente, para Paris, onde fixou residência a partir de 1971. Frequentou a EHESS, tendo obtido o Diploma de Estudos Avançados (atual Master 2) em Antropologia Patológica. Também foi professor de artes, lecionando em várias cidades francesas, e participou em dezenas de exposições coletivas e individuais em diversos países, como França, Grécia, Luxemburgo, Bélgica, Jugoslávia, Países Baixos, Espanha, Alemanha ou Turquia.
Em 2014, o pintor foi agraciado com a Medalha de Ouro da autarquia de Oliveira de Azeméis, pelo seu "contributo inestimável" para a promoção do município. Esta homenagem foi recebida com satisfação por José Luiz da Rocha, expressada na seguinte frase: "Adoro a terra onde nasci e, apesar de viver em Paris, é em Oliveira de Azeméis que continuo a nascer todos os dias. Dá-me grande satisfação este reconhecimento pelas pessoas da minha terra — essa cidade luminosa que tenho comigo”.
A sua última exposição, intitulada "Ondulações de Estilo", realizou-se em junho de 2016, no Museu de Ovar, e apresentou uma amostra das obras produzidas durante os mais de 50 anos de carreira, caracterizada por um estilo que "muda completamente consoante a fase", segundo palavras de Manuel Cleto, diretor do Museu.
Faleceu num hospital de Paris na noite de 11 de setembro de 2016, vítima de cancro.